# 2013 FQ₂₈
2013 FQ₂₈ — транснептуновый объект, открытый 17 марта 2013 группой астрономов из Межамериканской обсерватории Серро-Тололо. Объект вращается вокруг Солнца по орбите с умеренным наклоном и умеренным эксцентриситетом. Слабый кандидат в карликовые планеты, имеет диаметр около 260 километров.

## Орбита и классификация
2013 FQ28 обращается вокруг Солнца на расстоянии 45,8—80,1 а. е. с периодом в 499 лет и 5 месяцев. Её орбита имеет эксцентриситет 0,27 и наклон 26° по отношению к эклиптике.
С орбитальным периодом 499 лет по-видимому, является резонансным транснептуновым объектом, находящимся в резонансе 1:3 с Нептуном, как и некоторые другие объекты, но с меньшим эксцентриситетом (0,27 вместо более 0,6) и более высоким перигелием (на расстоянии 45,8 а.е., а не 31—41 а.е.).

## Физические характеристики
Исследование объектов за пределами пояса Койпера, проведенное Скоттом Шеппардом, Чедвиком Трухильо и Дэвидом Толеном, дало диаметр 250 километров при умеренном альбедо 0,10. Архив Джонстона оценивает диаметр в 280 километров на основе предполагаемого альбедо 0,09, в то время как американский астроном Майкл Браун вычисляет диаметр в 266 километров, используя оценочное альбедо 0,08 и абсолютную звездную величину 6,3.
По состоянию на 2018 г. спектральные индексы типа и цвета, а также вращательная кривая блеска не были получены из спектроскопических и фотометрических наблюдений. Цвет тела, период вращения и форма остаются неизвестными.